# Мари-Менеуз
Мари-Менеуз (баш. Мари-Мәнәүез, Мар. Мари-Менеуз) — деревня в Илишевском районе Республики Башкортостан Российской Федерации. Входит в состав Базитамакского сельсовета.

## География

### Географическое положение
Расстояние до:
- районного центра (Верхнеяркеево): 35 км,
- центра сельсовета (Базитамак): 2 км,
- ближайшей ж/д станции (Буздяк): 142 км.

## Население
| 2002 | 2009 | 2010 |
| ---- | ---- | ---- |
| 189  | ↗193 | ↗201 |

Национальный состав
Согласно переписи 2002 года, преобладающая национальность — марийцы (83 %).